# Bistum Gikongoro
Das Bistum Gikongoro (lat.: Dioecesis Ghikongoroensis) ist eine in Ruanda gelegene römisch-katholische Diözese mit Sitz in Gikongoro.

## Geschichte
Das Bistum Gikongoro wurde am 30. März 1992 durch Papst Johannes Paul II. mit der Apostolischen Konstitution Tantis quidem aus Gebietsabtretungen des Bistums Butare errichtet und dem Erzbistum Kigali als Suffraganbistum unterstellt.

## Bischöfe von Gikongoro
- Augustin Misago, 1992–2012
- Célestin Hakizimana, seit 2014